# Dysphania regnatrix
Dysphania regnatrix är en fjärilsart som beskrevs av W. Warren 1909. Dysphania regnatrix ingår i släktet Dysphania och familjen mätare. Inga underarter finns listade i Catalogue of Life.